# Россель, Альберто
Альберто Россель Контрерас (исп. Alberto Rossel Contreras; 26 января 1978, Уараль, Перу) — перуанский боксёр-профессионал, выступающий в первой найлегчайшей (Light flyweight) (до 49,0 кг) весовой категории. Временный чемпион мира (по версии WBA, 2012—2014).

## Профессиональная карьера
В 1998 году дебютировал на профессиональном ринге.
В 2001 году проиграл по очкам начинающему боксёру, будущему чемпиону мира, Ивану Кальдерону.
В 2002 году проиграл по очкам американцу, Брайану Вилорию.
В 2012 году победил Хосе Альфредо Родригеса, и завоевал временный титул чемпиона мира по версии WBA.
21 декабря 2014 года проиграл титул чемпиона мира в Японии, Рёити Тагути.